# USco J160818.43−223225.0
USco J160818.43−223225.0 ist ein L0-Zwerg im Sternbild Skorpion. Er wurde 2008 von Nicolas Lodieu et al. identifiziert.